# Stratos Perperoglou
Stratos Perperoglou (Grieks: Στράτος Περπέρογλου) (Drama, 7 augustus 1984) is een Grieks voormalig basketballer die voor diverse clubs in Griekenland en Europa speelde.

## Carrière
De 2,03 m lange forward speelde vanaf 2002 bij Ilisiakos BC. Hij speelde twee seizoenen voor Ilisiakos en ging daarna naar Panionios BC. Na daar drie seizoenen gespeeld te hebben vertrok hij naar Panathinaikos BC, dat ook in de Euroleaguecompetitie speelde. Met de club uit Athene werd hij drie keer landskampioen, en won de Euroleague in 2009. Hij speelde er tot in 2012 toen hij de overstap maakte naar Olympiacos BC waar hij twee seizoenen speelde en ook de EuroLeague mee won.
Hierna ging hij spelen voor het Turkse Anadolu Efes SK, in 2015 vertrok hij daar en trok naar het Spaanse FC Barcelona Bàsquet waar hij ook twee jaar speelde. Hij speelde nadien nog in Israël voor Hapoel Jeruzalem BC en in Servië voor KK Crvena zvezda ook met deze ploegen was hij actief in de EuroLeague. In 2021 kondigde hij aan dat hij stopt als basketballer.
Perperoglou kwam ook uit voor het Grieks nationaal basketbalteam.

## Privéleven
Hij is getrouwd met voormalig basketbalster Erin Buescher die uitkwam in de WNBA tussen 2001 en 2007.

## Erelijst
- HEBA Greek All-Star Game: 2007, 2008, 2009, 2010, 2011, 2014
- Grieks bekerwinnaar: 2008, 2009, 2012
- Grieks landskampioen: 2008, 2009, 2010, 2011
- EuroLeague-kampioen: 2009, 2011, 2013
- Triple Crown: 2009
- Intercontinental Cup: 2013
- Turks bekerwinnaar: 2015
- Spaanse Supercup: 2015
- ABA League Supercup: 2018
- ABA League: 2019
- Servisch landskampioen: 2019
- Europees kampioenschap:  2009